# Sede titolare
Una sede titolare è una sede episcopale della Chiesa cattolica che ha cessato di essere un territorio definito sotto il governo ecclesiastico di un vescovo e che continua a essere assegnata a un vescovo al quale però non si conferisce alcuna giurisdizione sul territorio che una volta era della sede.
Le sedi episcopali affidate a un vescovo con giurisdizione su un territorio definito sono chiamate sedi residenziali per distinguerle dalle sedi titolari. Tutte le sedi episcopali titolari sono state in passato sedi residenziali.

## Relazione con i vescovi titolari
Il concetto di vescovo titolare non è limitato a quello di detentore di sede titolare. Infatti sono molti i vescovi titolari che non hanno alcuna sede titolare. In effetti il Codice di Diritto Canonico del 1983 definisce come titolari tutti i vescovi che non sono vescovi diocesani: "Si chiamano diocesani i Vescovi ai quali è stata affidata la cura di una diocesi; gli altri si chiamano titolari". Secondo tale definizione evidentemente sono titolari i vescovi coadiutori e gli emeriti, ma non hanno sede titolare: sono denominati in base alla sede a cui sono assegnati o che hanno cessato di governare. (Prima della riforma del diritto canonico del 1983, i vescovi diocesani erano chiamati "residenziali" e tutti gli altri, inclusi i coadiutori e gli emeriti, avevano ciascuno una sede titolare.)
Il Codice di Diritto Canonico dice: "Nel diritto sono equiparati al Vescovo diocesano, a meno che non risulti diversamente per la natura della cosa o per una disposizione del diritto, coloro che presiedono le altre comunità di fedeli di cui nel can. 368", e nel citato canone 368: "Le Chiese particolari, nelle quali e dalle quali sussiste la sola e unica Chiesa cattolica, sono innanzitutto le diocesi, alle quali, se non consta altro, vengono assimilate la prelatura territoriale e l'abbazia territoriale, il vicariato apostolico e la prefettura apostolica e altresì l'amministrazione apostolica eretta stabilmente." I vicari apostolici sono vescovi che governano comunità di fedeli non a nome proprio ma a nome del Papa e hanno ognuno una sede titolare. Anche i prefetti e gli amministratori apostolici non sono necessariamente vescovi e non governano a nome proprio. Ma tra i canonisti c'è diversità di opinioni sulla classificazione come titolari o diocesani dei vescovi responsabili del governo di una prelatura territoriale o ordinariato militare. Questi sono consacrati con il titolo appunto della Chiesa particolare che governano a nome proprio e non come vescovi di una sede titolare.
Un vescovo titolare è membro del Collegio episcopale e, pur senza ricevere la carica di pastore di una Chiesa particolare a nome proprio, svolge funzioni episcopali, collaborando come vescovo ausiliare con il vescovo diocesano nel governo della Chiesa di questi, o partecipando al ministero di pastore universale del Romano pontefice nel governo della Chiesa universale come funzionario della Santa Sede o come capo di una giurisdizione equiparata nel diritto canonico alle diocesi.

## Storia
Secondo l'Annuario Pontificio, l'origine dei vescovi titolari risale al IV secolo. Il canone 8 del Concilio di Nicea I permetteva concedere ai vescovi novazianisti convertiti di mantenere il titolo e l'onore di vescovi, ma senza l'ufficio.
In seguito, molti vescovi furono espulsi dai saraceni in Oriente, in Africa, in Spagna (VII e VIII secolo), dai pagani in Livonia (XIII secolo) e dai turchi dopo la caduta della Terra Santa (1268) e vennero ricevuti dai vescovi d'Occidente come vescovi ausiliari. Dopo la morte di questi vescovi, altri furono consacrati come loro successori, costituendo linee di successione episcopale per tali sedi in territori governati da non cristiani ("in partibus infidelium").
Il canonista Prospero Fagnani Boni (1588-1678) affermò che la nomina regolamentata dei vescovi di queste sedi, chiamati più tardi titolari, avvenne in occasione del Concilio Lateranense V, quando nella sua sessione 10 (4 maggio 1515) il papa Leone X rinnovò la costituzione In plerisque del Concilio di Vienne (1311–1312) con cui si proibiva l'elezione e la consacrazione, senza licenza papale, di nuovi vescovi per tali sedi, e ordinò che fosse osservata inviolabilmente tale proibizione al di fuori dei casi autorizzati per giusta causa dal papa e dai cardinali riuniti in concistoro. Auguste Boudinhon interpretò questo decreto di Leone X come una concessione a favore dei soli cardinali, privilegio esteso poi da papa Pio V a quelle sedi dove era consuetudine avere vescovi ausiliari e l'usanza si estese poi più ampiamente.
Per designare i vescovi di tali sedi, per vari secoli si usava l'espressione in partibus infidelium (nelle regioni degli infedeli, cioè dei musulmani), spesso abbreviata come in partibus. Questa espressione è stata abrogata dalla Congregazione di Propaganda Fide con lettera del 3 marzo 1882. "Abolita del tutto questa formula, la Congregazione suggerì di sostituirla o con il nome della sede titolare, più la regione dove si trova la sede (per es., Archiepiscopus Corinthius in Achaia), o col solo nome della sede (per es., Archiep. Corinthius), o infine con l'appellativo semplice di "titolare" (per es., Archiep. titularis, e relativamente Ecclesia titularis)". Il motivo dell'abrogazione pare che sia stato la protesta dei governanti di stati cristiani che nel XIX secolo avevano ottenuto l'indipendenza dall'Impero turco e non volevano essere designati come regioni degli infedeli.
Nella lettera In suprema del 10 giugno 1882, il papa Leone XIII personalmente adopera la nuova terminologia "vescovi titolari". Da allora, tutte le sedi che prima venivano chiamate sedi in partibus infidelium sono denominate sedi titolari.

## Elenco delle sedi titolari
I volumi del Dizionario di erudizione storico-ecclesiastica, editi tra il 1840 ed il 1861, davano notizie sulle singole sedi titolari, chiamate allora sedi in partibus infidelium. I primi tentativi di presentare un elenco di tali sedi datano dal 1850 circa. Nel 1851 la pubblicazione annuale della Santa Sede che doveva nel 1861 assumere il nome di Annuario Pontificio cominciò a pubblicare una lista di tali sedi, ma senza pretendere completezza: indicava infatti solo quelle effettivamente in uso presso la Curia Romana, così che nell'elenco di un determinato anno alcuni nomi potevano sparire per poi riapparire qualche anno dopo.
Nel 1933 la Sacra Congregazione Consistoriale pubblicò l'Index sedium titularium archiepiscopalium et episcopalium. Tale elenco, la cui compilazione era stata affidata dal cardinale prefetto Raffaele Carlo Rossi al religioso assunzionista Siméon Vailhé (1873-1960), enumera 1712 sedi. Delle sedi incluse alcune, per esempio quelle di Alba Marittima e di Ossero, avrebbero difficilmente potuto essere classificate come in partibus infidelium.
Da allora l'Annuario Pontificio fa precedere il suo elenco delle sedi titolari con l'indicazione che esso è compilato secondo tale Index del 1933 "con gli aggiornamenti successivi". L'edizione 1964 informa che le sedi titolari erano allora 1734, un aumento di solo 22 in tre decenni. L'edizione 1969 registra un forte aumento, in cinque anni, di 114 sedi per un totale di 1848, a motivo dell'aggiunta di sedi quali quella italiana di Acquaviva. Nell'edizione 1971 appaiono per la prima volta sedi titolari irlandesi quali Cluain Iraird e il totale raggiunge la quota di 1956, un aumento di 108 in un biennio. Nell'edizione 1998 si aggiungono sedi nordamericane quali Oregon City e il totale è di 2042, 86 di più rispetto alla situazione del 1971. Le edizioni del 2012 e del 2013 danno 2085 come totale; fra le 43 sedi aggiunte dopo il 1998 c'è quella tanzaniana di Rutabo.

### Elenchi delle sedi titolari riconosciute dalla Chiesa cattolica
- Sedi titolari cattoliche (A)
- Sedi titolari cattoliche (B-C)
- Sedi titolari cattoliche (D-F)
- Sedi titolari cattoliche (G-L)
- Sedi titolari cattoliche (M-O)
- Sedi titolari cattoliche (P-S)
- Sedi titolari cattoliche (T-Z)

## Vescovi con sede titolare
Una sede titolare viene assegnata a:
- i vescovi ausiliari;
- i vescovi al servizio della Santa Sede, cioè con incarichi nei dicasteri della curia romana e nelle rappresentanze pontificie (nunzi e delegati apostolici), se non sono cardinali;
- gli esarchi apostolici; gli ordinari per i fedeli di rito orientale sprovvisti di ordinario del proprio rito (se non sono anche vescovi di una diocesi residenziale); i vescovi curiali delle Chiese cattoliche di rito orientale patriarcali e arcivescovili maggiori;[28] il prelato personale, i vicari apostolici,[29] gli amministratori apostolici permanenti sia territoriali sia personali; inoltre, mentre i prefetti apostolici generalmente non sono vescovi, è vescovo titolare il capo della prefettura apostolica dell'Azerbaigian;
- gli amministratori apostolici che governano temporaneamente una Chiesa particolare a nome della Santa Sede, se insigniti del carattere episcopale, a meno che non siano anche vescovi di una diocesi residenziale o vescovi emeriti;
- qualsiasi altro vescovo a cui non sia assegnata la cura pastorale di una diocesi.

Inoltre in passato si assegnavano sedi titolari anche a:
- i vescovi residenziali dimissionari, fino al 1970;[30] con la pubblicazione del nuovo Codice di diritto canonico nel 1983, a questi vescovi è assegnato il titolo di vescovo emerito della diocesi a cui hanno rinunciato[31];
- i vescovi coadiutori, fino al 1976;[32] a questi prelati è assegnato il titolo della sede di cui sono destinati a diventare vescovi per diritto di successione;[33]
- i vescovi prelati delle prelature territoriali, fino al 1977;[34] oggi a loro è assegnato il titolo di "vescovo prelato" della prelatura a cui sono nominati;
- gli ordinari militari, fino al 1997;[35] a questi vescovi è assegnato il titolo di "vescovo ordinario militare per..." con l'aggiunta del Paese dove esercitano l'ufficio.

## Curiosità
Il 13 gennaio 1995, Jacques Gaillot, che rifiutava di dimettersi dalla carica di vescovo diocesano di Évreux e di diventare così vescovo emerito di Évreux, fu trasferito alla sede titolare di Partenia. Allora egli ha deciso di creare in Internet la diocesi "virtuale" di Partenia, allo scopo di diffondere le sue idee.
Prima della Rivoluzione francese i vescovi titolari di Betlemme, proprietari di un possedimento in Francia, avevano per concessione del re Carlo VI di Francia gli stessi diritti nel suo regno che avevano i vescovi delle sedi residenziali.